# Murena (schip, 1931)
De Murena was een Nederlands motortankschip van 8252 ton. Ze werd gebouwd in 1931 bij NV Burgerhout´s Maschinefabriek & Scheepswerf te Rotterdam. De eigenaar was  De Aardolie Mij. ´La Corona´, Den Haag NV. met als thuishaven Den Haag. De bemanning bestond uit 62 man met als lading ballast. Haar reisroute was vanuit de Clyde op 14 februari 1943, naar Curaçao, samen met konvooi UC-1.

## Geschiedenis
Op 2 augustus 1941, kwam de Murena, die uit Halifax, Nova Scotia, Canada vandaan kwam, met het Nederlandse stoomvrachtschip Rozenburg (2068 ton) in aanvaring en werd daardoor beschadigd, terwijl het andere schip, de Rozenburg, ernstig beschadigd werd en uiteindelijk zonk. 
Het eigenlijke bijna-verlies van de Murena was om 21.55 uur op 23 februari 1943. De U-382 van Kptlt. Herbert Juli lanceerde één akoestische FALKE-torpedo richting het konvooi UC-1, ten zuiden van de Azoren, in positie 31°15’ N. en 27°22’ W. De torpedo werd waargenomen toen die de vaarroute kruiste van de Murena en aldoende ontplofte tussen de schepen in de konvooicolonne 42 en 52.
Tussen 22.17 uur en 22.20 uur op dezelfde dag vuurde de U-202 van Günter Poser vier torpedo’s af op konvooi UC-1. Ze meldden torpedoinslagen bij drie schepen. De eerste en tweede klap was bij de Murena en de British Fortitude in positie 31°10’ N. en 27°30’ W., waarbij beide schepen hun reisroute voortzetten, de derde torpedo liep verloren in zee en de laatste inslag was op het reeds beschadigde Empire Norseman die later verloren ging. De Murena voer weliswaar beschadigd verder en bereikte uiteindelijk Curaçao. Hierbij waren op de Murena geen slachtoffers betreuren.